# Sóház (1916)
A Sóház budapesti vasúti épület a VI. kerületben, amelyet napjainkban irodai célokra használnak. A Ferdinánd híd Váci úti feljárójánál, közvetlenül a Westend szomszédságában található.

## Története
A szomszédos (azóta már elbontott) sóraktár miatt tévesen, „Sóház” néven elterjedt épület a Magyar Királyi Államvasutak megbízásából épült 1914 és 1916 között. Tervezője Mezey Sándor volt. Az épület irodaháznak épült a raktárfőnökség részére. A kétszintes irodaház kialakítása a német szecesszió stílusát mutatja, jellemzői az egyszerű díszítés, a téglaarchitektúra, a sarokrizalitok, az oromzatos párkányok, és a magastető. Belsejében nyitott udvar található.
Az épülettel kapcsolatban 1992-ben felmerült a bontás gondolata, azonban végül ez nem valósult meg. Napjainkban is irodaként használják, tulajdonosa a West End Sóház Ingatlanhasznosító Zrt. Műemléki védelem alatt áll.

## Képtár

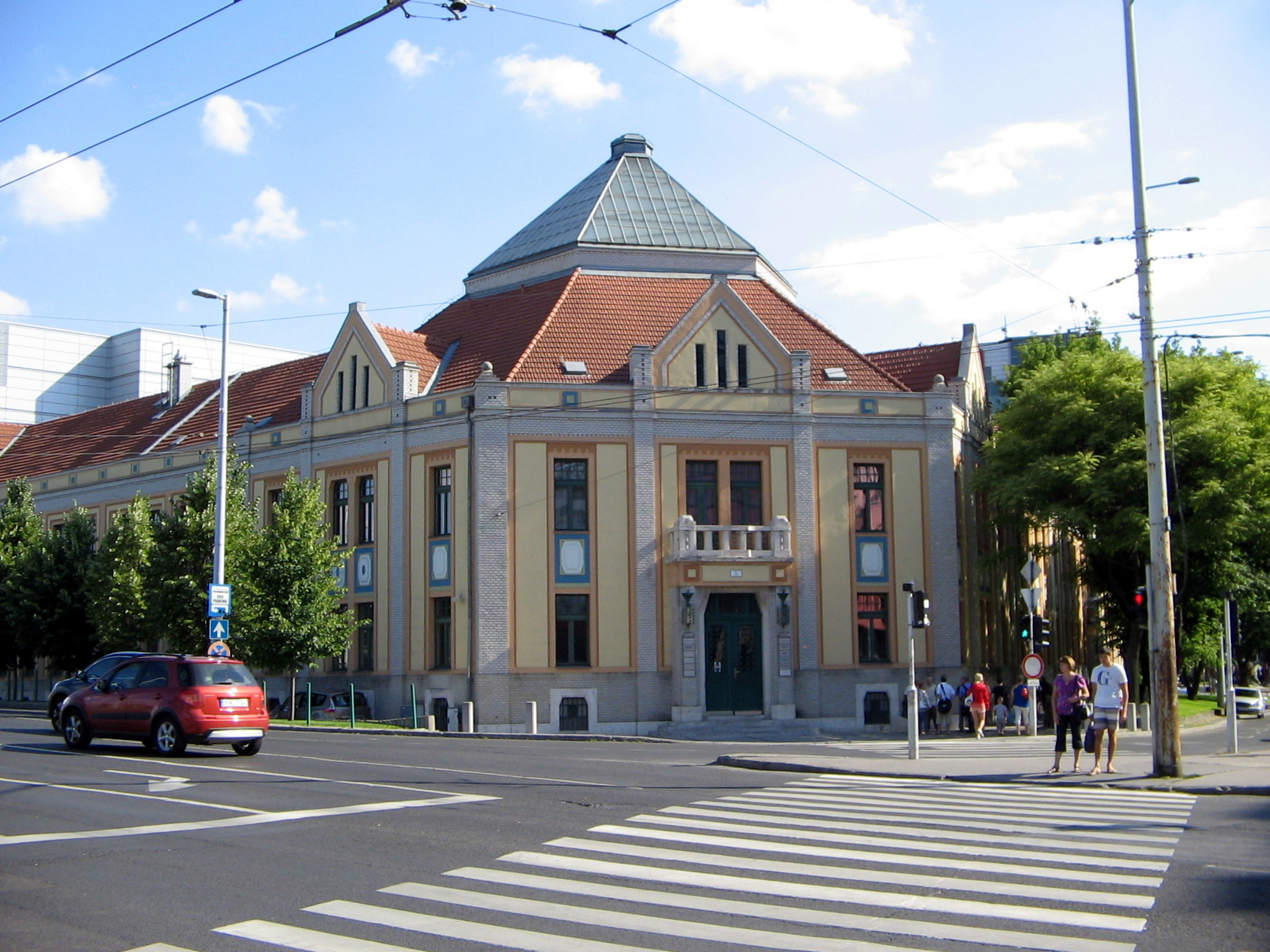
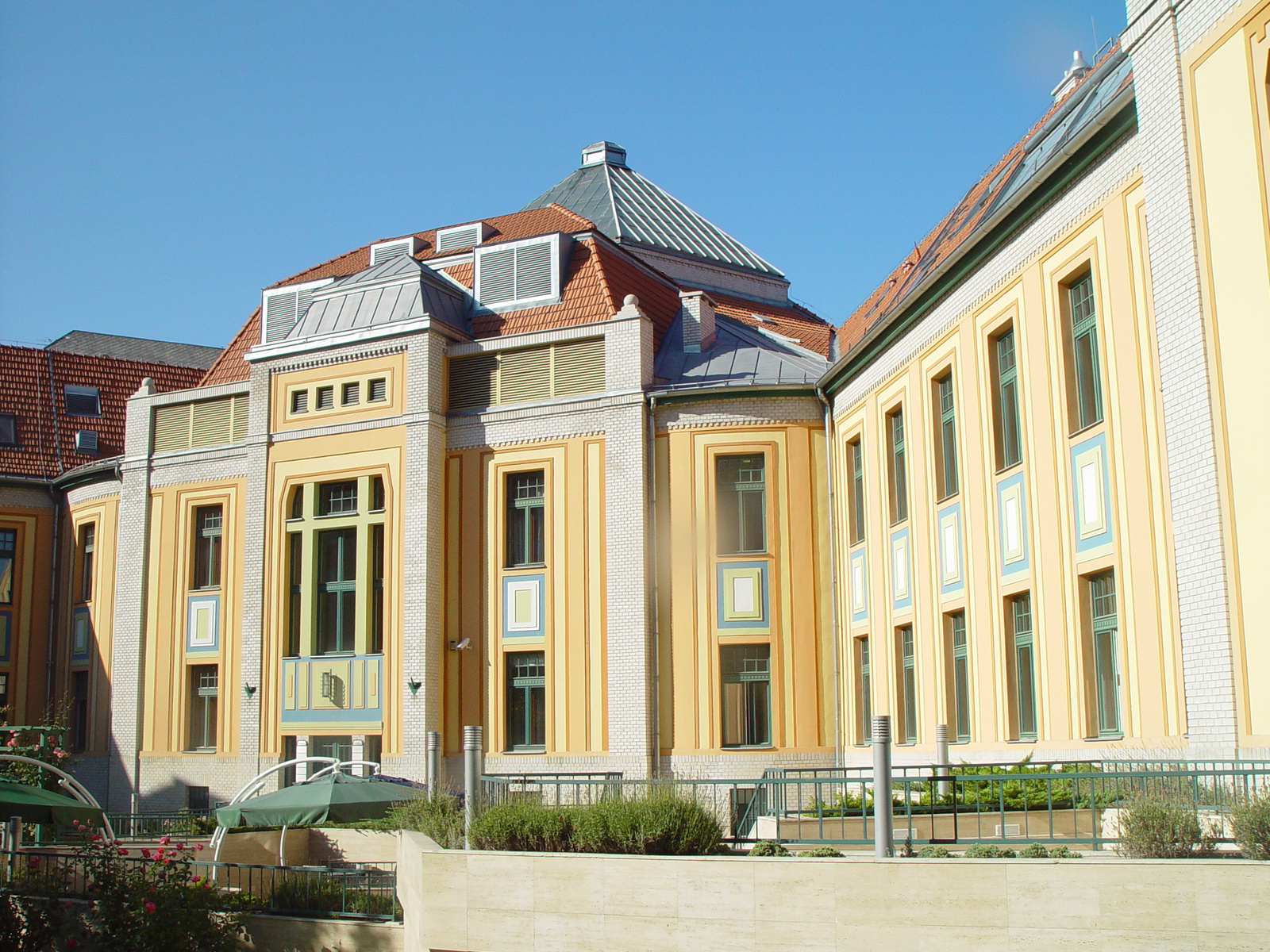

## Egyéb irodalom
- Tahi–Tóth Nándorné: „Sóház” – A Nyugati Pályaudvar MÁV Raktárfőnökségi épülete (Budapest, VI; Váci út 1-3.), 1998